# Синмертіну-де-Кимпіє
Синмертіну-де-Кимпіє (рум. Sânmărtinu de Câmpie) — село у повіті Муреш в Румунії. Входить до складу комуни Ричу.
Село розташоване на відстані 286 км на північний захід від Бухареста, 23 км на північний захід від Тиргу-Муреша, 61 км на схід від Клуж-Напоки.

## Населення
За даними перепису населення 2002 року у селі проживали 480 осіб.
Національний склад населення села:
| Національність | Кількість осіб | Відсоток |
| -------------- | -------------- | -------- |
| румуни         | 436            | 90,8%    |
| цигани         | 37             | 7,7%     |
| угорці         | 7              | 1,5%     |

Рідною мовою назвали:
| Мова      | Кількість осіб | Відсоток |
| --------- | -------------- | -------- |
| румунська | 469            | 97,7%    |
| угорська  | 7              | 1,5%     |